# 理查德·博伊尔
理查德·博伊尔（英語：Richard Boyle，1888年10月11日—1953年2月6日），英国男子赛艇运动员。他曾代表英国参加1908年夏季奥林匹克运动会赛艇比赛，获得男子八人单桨有舵手铜牌。